# 森直樹 (微生物学者)
森 直樹（もり なおき）は、日本のウイルス学者である。2002年から琉球大学医学研究科教授。成人T細胞白血病を引き起こすレトロウイルスであるヒトT細胞白血病ウイルス1型（HTLV-1）に関する研究で多数の賞を受賞した。

## 研究不正
2010年、RetractionWatchは森の論文の5報がInfection and Immunity誌によって撤回されたと伝えた（ニューヨーク・タイムズは6報が撤回されたと報じた）。2000年から2009年の間に出版されたこれらの論文は、ヘリコバクター・ピロリに関する研究について記述している。多くの論文において森がデータと画像を改竄したと断定された後、森は米国微生物学会によって運営される学術雑誌における論文発表から追放された。2011年10月現在、森が共著となっている論文30報が撤回され、これらにはInfection and Immunityから5報、International Journal of Cancerから7報、Bloodから2報、Biochemical and Biophysical Research Communicationsから1報が含まれる。森は「複数の不正確で不適切に複製された」画像について「全責任」を負い、2010年8月に懲戒解雇処分となった。
2010年の失職後、森は琉球大学に地位保全を求めた訴訟を提起した後、大学側と和解、復職し、論文発表を再開した。